# Sindora tonkinensis
Sindora tonkinensis är en ärtväxtart som beskrevs av Kai Larsen och Supee Saksuwan Larsen. Sindora tonkinensis ingår i släktet Sindora och familjen ärtväxter. IUCN kategoriserar arten globalt som otillräckligt studerad. Inga underarter finns listade i Catalogue of Life.